# Rhododendron valentinianum
Rhododendron valentinianum är en ljungväxtart som beskrevs av George Forrest och John Hutchinson. Rhododendron valentinianum ingår i släktet rododendron, och familjen ljungväxter. Utöver nominatformen finns också underarten R. v. oblongilobatum.